# Ambassade d'Algérie en Mauritanie
L'ambassade d'Algérie en Mauritanie est la représentation diplomatique de l'Algérie en Mauritanie, qui se trouve à Nouakchott, la capitale du pays.

## Ambassadeurs d'Algérie en Mauritanie
- Noureddine Khendoudi (-2021)
- Mohamed Benattou (2021-)
- Abdelkarim Benhassine (1992-2000)